# 聖安當女書院
聖安當女書院（英語：St. Antonius Girls' College）位於香港九龍油塘的天主教女子中學，創校於1972年，校訓是「明理常樂」，創校辦學團體是中華無原罪聖母女修會，現在為天主教教區中學。位於佛教何南金中學附近的女子中學。

## 學校制度及校園
學校有設精英制度，初中精英班為D班，高中精英班為S班。2019年起，高中不設精英制度，高中選科已由自由選擇改為文商和理商，高中S班為理商班，而A、G、C班為文商班。
學校設有圖書館、禮堂、英語角、多媒體學習室、多間實驗室、校園花圃及多面體校園電視台等。全部課室已設空調、儲物櫃、觸控式屏幕。校園已安裝LED燈、隔熱窗貼及再造紙機等，以建立綠色校園

## 歷任行政人員

### 校監
- 楊招眉 修女（1972年-2003年）
- 黃詩麗 女士

### 校長
- 吳俊儀 修女（約1970-1990年代內）
- 朱蓓蕾 女士

## 著名/傑出校友
- 陳安瑩：女藝人（1978年中五）[1][2]
- 王春媚：前無綫新聞主播及記者，前有線電視新聞台總主播及記者[2]
- 劉韻清：前無綫新聞及有線新聞體育主播及記者，現為執業大律師
- 林燕玲：前now寬頻電視財經資訊部首席主播及渣打銀行[2]，現職鳳凰衛視香港台新聞主播
- 曹虹：現任香港恒生大學協理副校長、恒生新聞及傳播學院院長，香港報業評議會執行委員[3]及香港新聞工作者聯會理事[4]
- 何嘉麗：前香港劍擊運動員，2008年香港十大傑出青年[2]
- 鄧穎芝：歌手[2][5]
- 趙學而：歌手[2][5]
- 李雯希：歌手、主持及演員
- 黃榕：香港女演員[5]
- 張蔓姿（2012年中六）：香港女歌手[2][5][註 1]
- 炎明熹（2023年中六）：香港女歌手及演員，女子組合After Class成員之一。[2][5][註 1]

## 電視取景拍攝
- 1990年：《Q表姐》

## 備註
1. 1 2  張蔓姿與炎明熹於2021年同年出道，於該年度叱咤樂壇流行榜頒獎典禮分別獲得生力軍女歌手金獎及銀獎，而且兩人英文名均叫Gigi。但炎明熹當時仍是此校的中五學生，而張蔓姿已畢業多年。[2]

## 外部連結
- 聖安當幼稚園
- 聖安當小學 （页面存档备份，存于）
- 聖安當女書院
- 聖安當女書院校友會
- 聖安當女書院家長教師會 （页面存档备份，存于）
- 聖安當女書院學生會
- OpenSchool聖安當女書院介紹 （页面存档备份，存于）
- 聖安當女書院‧學習通識‧放下成見‧耐心聆聽 （页面存档备份，存于）
- 教育界黑店實錄